# Puentes coloniales españoles en Tayabas

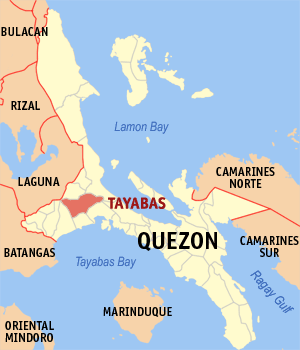
Mapa de la ciudad de Tayabas en la provincia de Quezón.

Los puentes coloniales españoles en Tayabas son puentes construidos durante la época colonial española en Tayabas, Quezón . El gobierno de la ciudad de Tayabas declaró once puentes de la ciudad como Puentes Históricos de Tayabas con fines de protección. Estos son los puentes de Alitao, Isabel II, Urbiztondo, Don Francisco de Asis, Bai, Despedidas, Ese, Princesa, Malagonlong, Lakawan y Mate. En 2011, diez puentes en Tayabas fueron declarados Tesoro Cultural Nacional bajo los Puentes Históricos de Tayabas. Los tesoros culturales nacionales declarados bajo la lista son los puentes de Alitao, Isabel II, Don Francisco de Asis, Gibanga, Malagonlong, Lakawan, Mate, Ese, Despedida, Tumuloy y Princesa.

## Puentes históricos de Tayabas
Los Puentes Históricos de Tayabas son un grupo de puentes existentes de la época colonial española en Tayabas, Quezón, declarados por el Museo Nacional de Filipinas como Tesoro Cultural Nacional el 12 de agosto de 2011.
     También ha sido declarado monumento histórico nacional por la Comisión Histórica Nacional de Filipinas
| Imagen | Puente                          | Localización                                  | Coordenadas                                      | Descripción |
| ------ | ------------------------------- | --------------------------------------------- | ------------------------------------------------ | --- |
|        | Puente de Alitao                | Río Alitao, Poblacion                         | 14°01′34″N 121°35′25″E / 14.025978, 121.5902710  | Un puente de adobe de dos arcos construido en 1793 por Don Diego Urbano. Es el puente colonial más antiguo que se conserva en Tayabas.                                                |
|        | Puente de Reina Isabel II       | Río Iyam, Brgy. Baguio                        | 14°00′36″N 121°34′52″E / 14.0098667, 121.5810471 | El puente fue construido bajo el mandato del Gobernador Don José María de la O el 15 de marzo de 1852. Se terminó el 16 de julio de 1853 y se dedicó a la reina Isabel II de España . |
|        | Puente de San Francisco de Asís | Río Domoit, Brgy. Domoit                      | 13°58′06″N 121°32′56″E / 13.9683743, 121.5487747 | Construido en 1854 |
|        | Puente de Gibanga               | Brgy. Gibanga                                 |                                                  | |
|        | Puente de Malogonlong           | Río Dumacaa, Brgy Matuena                     | 14°00′47″N 121°37′01″E / 14.012940, 121.616844   | El puente más largo de la época colonial española en Filipinas construido por el franciscano P. Antonio Mateos desde 1841 hasta 1850                                                  |
|        | Puente de Lakawan               | Río Lakawan, Brgy. Lakawan                    | 14°00′29″N 121°01′42″E / 14.0079422, 121.0282916 | |
|        | Puente de Mate                  | Río Mate, Brgy. Compañero                     | 14°00′18″N 121°38′02″E / 14.004889, 121.6338916  | |
|        | Puente de la Ese                | Ibiyang Munti, Brgy. Camaysao                 | 14°02′12″N 121°35′01″E / 14.0367393, 121.5836258 | |
|        | Puente de las Despedidas        | Malaking Ibiya, Brgy. Lalo                    | 14°05′10″N 121°34′16″E / 14.086231, 121.5710144  | |
|        | Puente de Tumuloy               |                                               |                                                  | |
|        | Puente de la Princesa           | Ilayang Dumacaa (Alto Dumacaa), Brgy. Matuena | 14°03′55″N 121°34′20″E / 14.0652971, 121.5722885 | |

## Otros puentes de la época colonial española
Además de la declaración del Museo Nacional sobre los Tesoros Culturales Nacionales y del gobierno de la ciudad de Tayabas sobre los puentes históricos, todos los puentes de la época colonial española están declarados bienes culturales (parte del Registro Filipino de Bienes Culturales) en virtud de la Ley del Patrimonio Cultural Nacional.
     Parte de los puentes declarados históricos por el gobierno de la ciudad de Tayabas
| Imagen | Puente                | Localización                                          | Coordenadas                                      | Descripción        |
| ------ | --------------------- | ----------------------------------------------------- | ------------------------------------------------ | ------------------ |
|        | Puente de Baawin      |                                                       | 14°01′15″N 121°35′14″E / 14.02075, 121.5871      |                    |
|        | Puente de Baguio      | Brgy. Baguio                                          | 14°00′57″N 121°35′05″E / 14.0159588, 121.5848236 |                    |
|        | Puente de Bai         | Bai Creek, Brgy. Dapdap                               | 14°03′46″N 121°33′25″E / 14.0627460, 121.5569458 |                    |
|        | Puente de Calumpang   | Carretera provincial Tayabas-Sariaya, Brgy. Calumpang | 13°59′09″N 121°33′48″E / 13.9858918, 121.5633163 |                    |
|        | Puentecito de Malao-a | Brgy. Malao-a                                         | 14°00′28″N 121°34′42″E / 14.0079107, 121.5783768 |                    |
|        | Puentecito de Putol   | Brgy. Putol                                           | 13°59′51″N 121°34′16″E / 13.9975562, 121.5711060 |                    |
|        | Puente de Ubli        |                                                       | 14°01′20″N 121°35′16″E / 14.02217, 121.58778     |                    |
|        | Puente de Urbiztondo  | Río Malao-a, Barangay Malao-a                         | 14°00′20″N 121°34′52″E / 14.0054207, 121.5810471 | Construido en 1854 |